# 中国垦业银行
中国垦业银行，为民国时期中国著名银行之一。总部原位于天津，后迁往上海。

## 历史
1926年，由宁波籍资本家俞佐廷、童今吾等人发起创办。总行位于今天津，总行地址当时位于天津法租界六号路82号（今天津哈尔滨路34号）。
1929年3月，因银行业绩不佳，领导层改组，银行由上海金融界人士秦润卿、王伯元、李馥荪等人接办，遂将上海分行升格为总行，天津总行降格作分行。银行改组后，于1929年6月6日正式营业。

## 人事变动
天津总行时期，总经理为俞佐廷，经理为竺玉成，均为宁波籍人士。1927年年底，竺玉成因“直钞案”牵连停职，银行改聘邵生华代理经理，并聘请童深道担任副理。
上海总行时期，银行总经理为秦润卿，天津分行代经理为贺宪章。同年贺宪章即辞职，葛逊斋补缺接任天津分行经理。同年年底，董事会决定免去葛逊斋职务，屠培成（时任天津分行会计主任）升任经理。1943年2月，屠培成退休，张章翔（时任天津分行副理）继任为天津分行经理。1944年3月，张章翔外调，吴树元接任天津分行经理，任期直至天津解放。